# Fenrir (księżyc)
Fenrir (Saturn XLI) – mały księżyc Saturna odkryty w połowie grudnia 2004 roku przez Davida Jewitta, Scotta Shepparda i Jana Kleynę. Elementy orbitalne wyliczył Brian Marsden.
Należy do grupy nordyckiej nieregularnych, zewnętrznych księżyców planety, poruszających się ruchem wstecznym.
Jest jednym z kilkunastu satelitów Saturna odkrytych w 2004 roku, po 23 latach od przelotu sondy Voyager 2 przez system tej planety. Nazwa księżyca pochodzi z mitologii nordyckiej. Fenrir to imię ogromnego wilka, syna boga Lokiego.